# 成都有轨电车蓉1号线
有轨电车蓉1号线是四川省成都市规划中的一条现代路面有轨电车线路，曾用名益州大道有轨电车，全长9.62公里，设站16座。线路计划沿益州大道敷设，自成都南站出发到达华阳华龙大桥。2016年1月，为缓解成都城南片区交通压力，蓉1号线项目宣布暂缓开工建设。

## 历史
2014年，成都市在第一二轮轨道交通规划中披露了建设现代有轨电车系统的构想。在2015年初，益州大道有轨电车示范线（即蓉1号线）线路走向公布。2015年中旬，成都地铁官网发布了《成都市益州大道有轨电车示范线工程勘察设计总承包招标公告》。2015年底，线路16个车站命名及位置公布。2016年初，鉴于成都城南片区拥堵的交通情况，为了减缓城南交通压力，蓉1号线决定暂缓修建。

## 线路
成都有轨电车蓉1号线线路起于成都南站，止于华阳，共设置有16个站点。线路全长9.62公里，其中高架段0.91公里，地面段8.71公里。
| 成都有轨电车蓉1号线车站列表 |          |                                  |                                                     |                                                                                             |
| 站点名称                    | 区域     | 位置                             | 换乘                                                | 备注                                                                                        |
| 火车南站                    | 高新区   | 广和一街和火车南站公交枢纽站以北 | 1号线 7号线 18号线 西成客运专线 成贵客运专线 成昆线 | 在成都地铁火车南站换乘地铁1、7、18号线； 在成都南站换乘西成客运专线、成贵客运专线和成昆线。 |
| 盛和一路站                  | 高新区   | 益州大道和盛和一路交汇口北侧     |                                                     |                                                                                             |
| 泰和一街站                  | 高新区   | 益州大道与泰和一街交汇口北侧     |                                                     |                                                                                             |
| 和硕东街站                  | 高新区   | 益州大道与和硕东街交汇口         |                                                     |                                                                                             |
| 府城大道站                  | 高新区   | 益州大道与府城大道交汇口         |                                                     |                                                                                             |
| 交子大道站                  | 高新区   | 益州大道与交子大道交汇口         |                                                     |                                                                                             |
| 锦城大道站                  | 高新区   | 益州大道与锦城大道交汇口         |                                                     |                                                                                             |
| 锦城公园站                  | 高新区   | 益州大道与锦悦西路交汇口         |                                                     |                                                                                             |
| 天府一街站                  | 高新区   | 益州大道与天府一街交汇口南侧     |                                                     |                                                                                             |
| 天府二街站                  | 高新区   | 益州大道与天府二街交汇口         |                                                     |                                                                                             |
| 天府三街站                  | 高新区   | 益州大道与天府三街交汇口         |                                                     |                                                                                             |
| 天府四街站                  | 高新区   | 益州大道与天府四街交汇口         |                                                     |                                                                                             |
| 天府五街站                  | 高新区   | 益州大道与天府五街交汇口         |                                                     |                                                                                             |
| 伏龙小区站                  | 天府新区 | 益州大道伏龙小区东侧             |                                                     |                                                                                             |
| 华府大道站                  | 天府新区 | 益州大道与华府大道一段交汇口北侧 |                                                     |                                                                                             |
| 滨河路站                    | 天府新区 | 益州大道与滨河路三段交汇口       |                                                     |                                                                                             |